# Brlázs Gábor
Brlázs István Gábor (Békéscsaba, 1975. október 20. –) magyar labdarúgó, edző.

## Pályafutása
A békéscsabai klubban kezdte profi labdarúgó pályafutását, de nem tudott alapember lenni, és alsóbb osztályú csapatokban játszott, majd 2002 óta ismét visszatért nevelőegyesületéhez, de most is csak epizódszerep jutott neki. Ezek után a megyei futballban kapott szerepet, emellett a Békéscsaba utánpótlásában dolgozott, illetve volt vezetőedző is. 2023 nyarától a Gyulai Termál FC vezetőedzője volt, ahol egy szezon alatt feljuttatta a csapatot az NBIII-ba, de az idény végeztél távozott posztjáról.

## Sikerei, díjai
Békés vármegyei bajnokság első helyezett a Gyulával a 2023-24 es szezonban.